# RJ Hampton
Roderick Deon Hampton Jr. (Dallas, 7 februari 2001) is een Amerikaans basketballer die speelt als pointguard.

## Carrière
Hampton heeft nooit collegebasketbal gespeeld en is meteen als prof begonnen bij de New Zealand Breakers in de NBL. Hij werd opgenomen in het Next Star programma dat basketballers opleidt om deel te nemen aan de NBA Draft. Hij was een tijdje geblesseerd maar speelde een redelijk goed eerste seizoen. Hij stelde zich dan kandidaat voor de NBA Draft 2020 en werd in de eerste ronde gekozen als 24e door de Milwaukee Bucks.
Hij maakte dan deel uit van een ruil tussen vier clubs waar buiten hij en een hoop toekomstige draft picks ook Eric Bledsoe, George Hill, Jrue Holiday, Sam Merrill, Zylan Cheatham, Josh Gray, Darius Miller, Kenrich Williams en Steven Adams. De betrokken clubs waren buiten de Nuggets en de Bucks nog de New Orleans Pelicans en Oklahoma City Thunder. Hij tekende uiteindelijk een contract bij de Denver Nuggets. Op 28 december 2020 maakte hij zijn debuut in de NBA tijdens een wedstrijd van de Nuggets tegen de Houston Rockets. Hij werd na 25 wedstrijden te hebben gespeeld voor de Nuggets net voor de trade-deadline geruild naar de Orlando Magic, samen met Gary Harris en een eerste ronde pick voor Aaron Gordon en Gary Clark.
In februari 2023 werd zijn contract bij de Orlando Magic ontbonden. Twee dagen later tekende hij een contract bij de Detroit Pistons waar hij de rest van het seizoen speelde. In juni 2023 werd zijn contract ontbonden bij de Pistons. Eind september 2023 tekende hij bij de Miami Heat een two-way contract zodat hij ook in de NBA G League kan uitkomen voor de Sioux Falls Skyforce. Begin februari 2024 werd zijn contract ontbonden. Op 14 februari 2024 tekende Hampton een contract bij Capital City Go-Go in NBA G-league maar in september 2024 verhuisde hij naar de Delaware Blue Coats.

## Statistieken

### Regulier seizoen
| Seizoen | Team                 | WG | WS | MPW  | 2P%  | 3P%  | FW%  | RPW | APW | SPW | BPW | PPW |
| ------- | -------------------- | -- | -- | ---- | ---- | ---- | ---- | --- | --- | --- | --- | --- |
| 2019/20 | New Zealand Breakers | 15 | 12 | 20,6 | 40,7 | 29,5 | 67,9 | 3,9 | 2,4 | 1,1 | 0,3 | 8,8 |

### Regulier seizoen NBA
| Seizoen  | Team            | WG  | WS | MPW  | 2P%  | 3P%  | FW%  | RPW | APW | SPW | BPW | PPW  |
| -------- | --------------- | --- | -- | ---- | ---- | ---- | ---- | --- | --- | --- | --- | ---- |
| 2020/21  | Denver Nuggets  | 25  | 0  | 9,3  | 41,7 | 27,8 | 75,0 | 2,0 | 0,6 | 0,2 | 0,1 | 2,6  |
| 2020/21  | Orlando Magic   | 26  | 1  | 25,2 | 43,9 | 31,9 | 65,7 | 5,0 | 2,8 | 0,6 | 0,3 | 11,2 |
| 2021/22  | Orlando Magic   | 64  | 14 | 21,9 | 38,3 | 35,0 | 64,1 | 3,0 | 2,5 | 0,7 | 0,2 | 7,6  |
| 2022/23  | Orlando Magic   | 26  | 0  | 13,9 | 43,9 | 34,0 | 83,8 | 1,5 | 1,3 | 0,6 | 0,2 | 5,7  |
| 2022/23  | Detroit Pistons | 21  | 3  | 18,5 | 42,3 | 36,5 | 66,7 | 2,3 | 1,0 | 0,5 | 0,2 | 7,3  |
| 2023/24  | Miami Heat      | 8   | 2  | 9,5  | 28,6 | 12,5 | 50,0 | 0,8 | 1,0 | 0   | 0   | 1,3  |
| Carrière | Carrière        | 170 | 20 | 18,3 | 40,8 | 33,8 | 67,9 | 2,7 | 1,8 | 0,5 | 0,2 | 6,8  |